# 清州國際機場
清州國際機場（：／ Cheongju Gukje Gonghang */?）是一座位於韓國忠清北道首府清州市的國際機場，機場原為軍用機場，1984年決議改建為軍民合用機場，1996年12月完工，1994年4月28日清州國際機場正式啟用。目前由韓國機場管理公社（KAC）管理，設有自動通關服務。
清州國際機場為低成本航空公司可依航空的樞紐機場，並同時有數家航空進駐，主要營運往來濟州國際機場的國內航線及往來台灣、中國大陸、日本、越南、菲律賓等東北亞及東南亞地區的國際航線。

## 交通
巴士：
- 往首爾、江南、仁川、大田、天安、忠州巴士站。

市公車：
- 407(往新攤津)、750(往五松站)、751(往世宗市一村)

急行巴士：
- 405(往新攤津、新攤津站)、747(往清州旅客巴士站、五松站)

鐵道：
- 韓國鐵道公社忠北線清州機場站，步行600公尺。

## 航空公司與航點
國內線
| 航空公司         | 目的地 |
| ---------------- | ------ |
| 大韓航空（KE）   | 濟州   |
| 韓亞航空（OZ）   | 濟州   |
| 真航空（LJ）     | 濟州   |
| 德威航空（TW）   | 濟州   |
| 濟州航空（7C）   | 濟州   |
| 可依航空（RF）   | 濟州   |
| 易斯達航空（ZE） | 濟州   |

國際線
| 航空公司           | 目的地                                                                           |
| ------------------ | -------------------------------------------------------------------------------- |
| 可依航空（RF）     | 台北/桃園、東京/成田、大阪/關西、札幌/新千歲、茨城、峴港、烏蘭巴托、克拉克、青岛 |
| 德威航空（TW）     | 台北/桃園、大阪/關西、福岡、峴港、芽莊、延吉、烏蘭巴托、曼谷/廊曼                |
| 易斯達航空（ZE）   | 台北/桃園、上海/浦東、哈爾濱、張家界、延吉、瀋陽、富國                           |
| 中國南方航空（CZ） | 延吉                                                                             |
| 四川航空（3U）     | 張家界                                                                           |
| 香港快運航空（UO） | 香港（2025年6月5日開辦）                                                         |

貨運
| 航空公司     | 目的地                      |
| ------------ | --------------------------- |
| 大韓航空貨運 | 首爾-仁川 季節性：上海-浦東 |

## 外部連結
- 清州國際機場 （页面存档备份，存于）（英文）（日語）（简体中文）